# Raw Air
Raw Air (dobesedno Surov zrak) je desetdnevna nonstop smučarsko skakalno-letalna turneja, ki bo v okviru svetovnega pokala potekala na Norveškem. Ustanovitelj turneje je Arne Åbråten.

## Turneja

### Nagradni sklad
Turneja bo imela rekordno visok nagradni sklad v skupni višini 100.000 € za prve tri tekmovalce v skupni razvrstitvi: 60.000 € bo prejel skupni zmagovalec, za drugo mesto 30.000 € in za tretje mesto 10.000 €. Poleg tega bodo najboljši dobivali tudi običajne nagrade na posameznih tekmah, kot so v navadi na tekmah za svetovni pokal, tako da bo zmagovalčev dobitek temu primerno večji.

### Skakalnice
Tekmovanje bo premierno na sporedu med 10. in 19. marcem 2017 na štirih različnih skakalnicah v tem vrstnem redu: Oslo (Holmenkollbakken), Lillehammer (Lysgårdsbakken), Trondheim (Granåsen) in Vikersund (Vikersundbakken).

### Format
V skupni seštevek deset dni brez prestanka trajajoče turneje Raw Air, na skupaj 10 tekmah, bo štelo vseh 16 serij s posamičnih tekem, ekipnih tekem in kvalifikacij (prologov): 
|               | Tekem | Serij   |
| ------------- | ----- | ------- |
| Posamično     | 4     | 8 (4x2) |
| Kvalifikacije | 4     | 4 (4x1) |
| Ekipno        | 2     | 4 (2x2) |
|               |       |         |
| Skupaj        | 10    | 16      |

## Skakalnice
| # | Slika | Ime              | Kraj        | Rekord                 |
| - | ----- | ---------------- | ----------- | ---------------------- |
| 1 |       | Holmenkollbakken | Oslo        | 144 m Robert Johansson |
| 2 |       | Lysgårdsbakken   | Lillehammer | 146.0 m Simon Ammann   |
| 3 |       | Granåsen         | Trondheim   | 146.0 m Kamil Stoch    |
| 4 |       | Vikersundbakken  | Vikersund   | 253.5 m Stefan Kraft   |

## Izvedbe

### Moški
| Leto | Datum         | Zmagovalec            | Drugi            | Tretji            | Serije |
| ---- | ------------- | --------------------- | ---------------- | ----------------- | ------ |
| 2017 | 10.–19. marec | Stefan Kraft          | Kamil Stoch      | Andreas Wellinger | 14/16  |
| 2018 | 9.–18. marec  | Kamil Stoch           | Robert Johansson | Andreas Stjernen  | 16/16  |
| 2019 | 8.–17. marec  | Rjoju Kobajaši        | Stefan Kraft     | Robert Johansson  | 15/16  |
| 2020 | 6.–11. marec  | Kamil Stoch           | Rjoju Kobajaši   | Marius Lindvik    | 9/16   |
| 2022 | 2.–6. marec   | Stefan Kraft          | Karl Geiger      | Rjoju Kobajaši    | 9/9    |
| 2023 | 10.–19. marec | Halvor Egner Granerud | Stefan Kraft     | Anže Lanišek      | 18/18  |
| 2024 | 8–17. marec   | Stefan Kraft          | Peter Prevc      | Daniel Huber      | 15/16  |
| 2025 | 12–16. marec  | Andreas Wellinger     | Domen Prevc      | Rjoju Kobajaši    | 7/10   |

### Ženske
| Leto | Datum         | Zmagovalka          | Druga               | Tretja           | Serije |
| ---- | ------------- | ------------------- | ------------------- | ---------------- | ------ |
| 2019 | 9.–14. marec  | Maren Lundby        | Katharina Althaus   | Juliane Seyfarth | 9/9    |
| 2020 | 7.–11. marec  | Maren Lundby        | Silje Opseth        | Eva Pinkelnig    | 7/9    |
| 2022 | 2.–6. marec   | Nika Križnar        | Sara Takanaši       | Urša Bogataj     | 12/12  |
| 2023 | 10.–19. marec | Ema Klinec          | Katharina Althaus   | Selina Freitag   | 14/14  |
| 2024 | 8–17. marec   | Eirin Maria Kvandal | Silje Opseth        | Eva Pinkelnig    | 13/13  |
| 2025 | 13–16. marec  | Nika Prevc          | Eirin Maria Kvandal | Anna Odine Strøm | 4/7    |